# Stolovi
Le mont Stolovi (en serbe cyrillique : Столови) est une montagne du centre-sud de la Serbie. Il est situé au centre-sud du pays et s'élève à une altitude de 1 375 m.
Les Stolovi se trouvent à proximité de Kraljevo. Ils sont délimités par l'Ibar, la Ribnica et la Brezanska reka.  